# شيخ أحمد
شيخ أحمد قرية سوريّة تتبع إداريّاً لمحافظة حلب منطقة دير حافر ناحية كويرس شرقي، بلغ تعداد سكانها 2,340 نسمة حسب التعداد السكاني لعام 2004.